# Plan de acción FLEGT de la UE
El plan de acción de la Unión Europea sobre Aplicación de las Leyes, Gobernanza y Comercio Forestales (FLEGT) es una iniciativa de la Unión Europea para abordar la tala ilegal y el impacto social, económico y ambiental que genera. La UE adoptó el plan de acción en 2003 e incluye actividades en la UE y en países tropicales que exportan madera y productos de la madera a la Unión. 
Estas medidas incluyen una regulación que prohíbe a las empresas de la UE importar o comercializar madera ilegal y acuerdos comerciales bilaterales con países exportadores de madera. Gran parte del plan de acción FLEGT se centra en promover el comercio de productos madereros legales y desincentivar el comercio de productos ilegales, aplicando medidas van más allá al abordar aspectos de la mala gobernanza que permiten que persista la tala ilegal. 

## Medidas
El Plan de Acción FLEGT de la UE prevé acciones en siete áreas: 
- Refuerzo de la legislación
- Promoción del comercio legal
- Apoyo a los países exportadores de madera
- Salvaguardias de financiación e inversión
- Apoyo a iniciativas del sector privado
- Políticas de contratación pública
- Medidas para abordar la madera en conflicto

## Progreso

### Reglamento de la madera de la UE
En 2003 la UE adoptó una nueva legislación denominada Reglamento de la Madera de la UE prevista en el Plan de Acción FLEGT. El reglamento exige que los importadores y comerciantes de madera de la UE comercien únicamente con madera legal y adopten procedimientos de diligencia debida para garantizar que sus cadenas de suministro sean legales. Requiere que los Estados miembros de la UE cuenten con legislación, procedimientos y sanciones para hacer cumplir la regulación.  En julio de 2015, 24 de los 28 Estados miembros de la UE habían implementado el Reglamento de la Madera de la UE.  La CE ha emitido avisos previos a la infracción contra los cuatro países restantes ( Grecia, Hungría, Rumania y España).  El 21 de octubre de 2015, WWF presentó una denuncia ante la Oficina Forestal Federal de Viena contra la empresa austriaca Holzindustrie Schweighofer por presuntas violaciones del Reglamento de la Madera de la Unión Europea. 

### Acuerdos Voluntarios de Asociación (AVA)
El Reglamento FLEGT  adoptado en 2005 faculta a la Comisión Europea para negociar acuerdos comerciales bilaterales llamados Acuerdos Voluntarios de Asociación con países exportadores de madera.  En virtud de un AVA, el país socio acepta exportar sólo productos de madera legales a la UE, mientras que la UE acepta dar acceso automático al mercado de la UE a productos de madera legales verificados (con licencia FLEGT).  Los AVA también pretenden fortalecer la gobernanza forestal en los países exportadores de madera mejorando la transparencia, la rendición de cuentas y la participación de las partes interesadas. El núcleo de cada AVA es la descripción de un sistema de garantía de la legalidad de la madera que el país socio implementará para verificar la legalidad de los productos de la madera y emitir productos legales verificados con una licencia FLEGT. 
En junio de 2015 seis países estaban implementando el AVA que habían ratificado con la UE ( Camerún, República Centroafricana, Ghana,  Liberia, Indonesia, República del Congo) y nueve más estaban negociando acuerdos con la UE (Costa de Marfil, República Democrática del Congo, Gabón, Guyana, Honduras, Laos, Malasia, Tailandia, Vietnam).    Juntos, estos 15 países suministran el 80 por ciento de la madera tropical de la UE. 
A partir del 15 de noviembre de 2016 Indonesia empezó a comerciar con madera con licencia FLEGT. 

## Perspectivas
Los críticos del Plan de Acción FLEGT señalan que en 2015 todavía no había llegado a la UE madera con licencia FLEGT y que algunos Estados miembros de la UE aún no han implementado plenamente el Reglamento de la Madera de la UE. Los partidarios del Plan de Acción FLEGT dicen que el tiempo necesario para entregar las licencias FLEGT indica el rigor y la credibilidad del proceso. Por ejemplo, Saskia Ozinga, de la fundación FERN, describió el Plan de Acción FLEGT como "la mejor política de la UE sobre bosques tropicales, ya que es el primer plan de este tipo para abordar las causas profundas de la tala ilegal", y dio evidencia de mejoras gobernanza en Ghana, Liberia y Vietnam. 
Anand Punja, de la Federación de Comercio de la Madera del Reino Unido, dijo que el Plan de Acción "ha ayudado en gran medida a crear un enfoque de abastecimiento más justo y más asociado que antes. Ahora es mucho más probable que los importadores del Reino Unido inviertan en sus cadenas de suministro y trabajen en asociación para ayudar a sus proveedores. algunas de las cuales son empresas más pequeñas, para implementar los procedimientos y prácticas correctos para garantizar un mejor enfoque en la gestión de la cadena de suministro de bosques y madera". 
El analista del comercio de la madera Rupert Oliver dijo: "Por lo que he visto de los procesos FLEGT en Ghana, Liberia e Indonesia, han logrado reunir a grupos que durante décadas han estado en desacuerdo e incluir a aquellos que fueron excluidos en el pasado. Genera un fuerte sentido de progreso y dirección que a menudo ha faltado en otras iniciativas políticas. Más importante aún, están logrando lograr un consenso sobre cuestiones clave en el sector forestal más allá de lo que realmente se ha logrado en muchas naciones industrializadas". 

## Informe del Tribunal de Cuentas Europeo
El 22 de octubre de 2015 el Tribunal de Cuentas Europeo emitió un informe crítico con la gestión del Plan de Acción FLEGT por parte de la Comisión Europea, que incluyó la refutación de la Comisión Europea.

## Evaluación independiente del Plan de Acción FLEGT de la UE
En julio de 2014 la Comisión Europea inició una evaluación independiente de la implementación del Plan de Acción FLEGT de la UE, que fue publicado el 4 de mayo de 2016.  El informe, elaborado por expertos independientes de la consultoría TEREA – Terre Environnement Aménagement, confirmó que el Plan de Acción FLEGT de la UE es una respuesta relevante e innovadora al desafío de la tala ilegal y que el Plan de Acción había mejorado la gobernanza forestal en todos los países objetivo. 

## Iniciativas relacionadas
Desde que la UE adoptó el Plan de Acción FLEGT, otros Estados han tomado medidas para prevenir el comercio de productos madereros ilegales. Éstos incluyen:
- En Estados Unidos, la enmienda de 2008 a la Ley Lacey
- En Australia, la Ley de Prohibición de la Tala Ilegal de 2014

- Programa de Gobernanza y Aplicación de las Leyes Forestales
- Tala ilegal